# ボブ (カメラ)
ボブ（Bob ）はドイツのエルネマン、後にツァイス・イコンで使用されたカメラブランドである。

## エルネマン時代のカメラ
ロールフィルムカメラ。

### 127フィルム使用カメラ
- ボブ0（Bob I ） - 4×6.5cm（ヴェスト）判。

## ツァイス・イコン時代のカメラ
イコンタの普及版ネッターのさらに普及版のカメラ。

### 120フィルム使用カメラ
- ボブ6×9（Bob510/2 ） - 6×9cm判。枠型透視ファインダーと小型反射ファインダーを備える。レンズはネッター105mmF7.7、シャッターは1/25秒と1/75秒を備えるオートマット、またはそれにセルフタイマーを備えるオートマットS[2]。
- ボブ4.5×6（Bob510 ） - 6×4.5cm判。ボディーはネッターと共通[2]。